# Clara Giveen
Clara Elizabeth Giveen, également connue sous le nom de Betty Giveen, plus tard Mme Betty Brewster (1887–1967) est une suffragette britannique. Giveen est connue pour un incendie criminel sur la tribune de l'hippodrome de Hurst Park en 1913, et pour son emprisonnement sous le régime du Cat and Mouse Act.

## Biographie
Clara Elizabeth Giveen est née en 1887 à Coleraine, dans le comté de Londonderry, en Irlande. Selon sa biographie de la National Portrait Gallery, elle s'est radicalisée en voyant le traitement brutal des femmes aux mains de la police lors de la manifestation du Black Friday de 1910 devant le palais de Westminster, et elle rejoint la Women's Social and Political Union.
Elle participe à un certain nombre d'actions de la WSPU, dont une manifestation de 1910 à Downing Street où elle est arrêtée pour obstruction mais pas inculpée. Elle est de nouveau arrêtée le 21 novembre 1911 et emprisonnée pendant cinq jours pour avoir brisé des fenêtres dans un bureau du conseil d'administration local. Elle est de nouveau arrêtée et emprisonnée, cette fois pendant 4 mois, avec Violet Aitken pour avoir brisé une fenêtre dans le magasin Jay à Regent Street le 1er mars 1912.
Le 8 juin 1913, avec l'actrice et activiste Kitty Marion, elle provoque un incendie criminel sur la tribune de Hurst Park Racecourse (en) causant (selon les estimations) 7 000 £ ou 12 000 £ de dégâts,;  c'est quatre jours après la mort d'Emily Davison à l'hippodrome d'Epsom Downs. Le tandem est arrêté le lendemain, puis emprisonné pendant trois ans avec des travaux forcés. Comme de nombreuses suffragettes emprisonnées, elle refuse de manger et elle est finalement libérée en vertu de la loi de 1913 sur les prisonniers (libération temporaire pour mauvaise santé). Selon le Women's Suffrage Project, elle a ensuite échappé à une nouvelle arrestation,,.
Giveen reçoit une Hunger Strike Medal «pour la vaillance» de la WSPU.
En 1914, elle épouse Philip Brewster, frère de la suffragette Bertha Brewster . Elle est ensuite active au Women's Institute de Peaslake.